# Justaposição (gramática)
Em gramática, a justaposição é um modo de unir duas orações simples para formar uma oração composta usando a pontuação.
À diferença dos outros procedimentos (coordenação e subordinação), a justaposição não utiliza nexos, mas sim signos gráficos de pontuação na língua escrita para relacionar duas proposições. Isso faz que, com frequência, seja ambígua e dê lugar a interpretações sintáticas diferentes entre um falante ou outro se o contexto não estiver suficientemente claro, ou as pressuposições não sejam muito explícitas.

## Exemplos
- "Faz desporto, lê, vai ao cinema..."
- "Joguei ao futebol; lesionei-me"
- "O juiz fez um sinal; os corredores colocaram-se em seus postos"
- "O menino chorou; a mãe atendeu-o"
- "Ele tem noiva; ela tem o cabelo encaracolado"